# Offenbach am Main

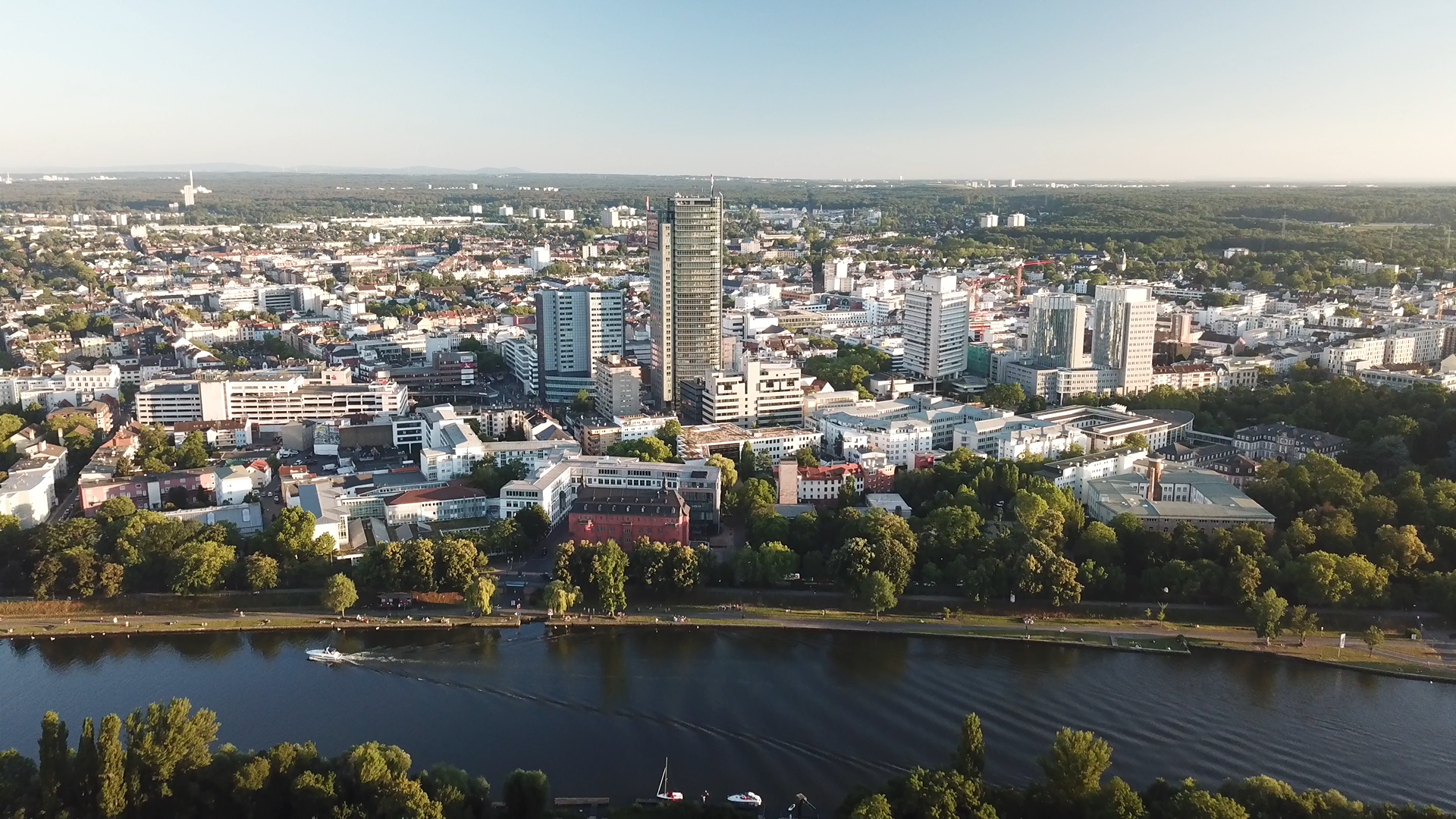

Offenbach am Main, în română: Offenbach pe Main, este un oraș cu statut de district urban, oraș-district (în germană: kreisfreie Stadt) în landul Hessa, Germania. 